# IC 2024
IC 2024 је спирална галаксија у сазвјежђу Мрежица која се налази на листи објеката дубоког неба у Индекс каталогу.
Деклинација објекта је - 53° 22' 19" а ректасцензија 4h 0m 4,0s. Привидна величина (магнитуда) објекта IC 2024 износи 14,8 а фотографска магнитуда 15,5. IC 2024 је још познат и под ознакама ESO 156-26, IRAS 03588-5330, PGC 14249.